# Tavoris Cloud
Tavoris Karod Cloud (ur. 10 stycznia 1982 w Tallahassee) – amerykański bokser, były mistrz świata IBF w kategorii półciężkiej.

## Młodość i kariera amatorska
W wywiadzie przeprowadzonym przez ESPN, Cloud wyjawił, że miał ciężkie dzieciństwo. Mieszkał w małym domu, w którym mieszkało również innych 10-15 lokatorów. Cloud zaczął boksować w wieku 17 lat. 
W 2000 roku został mistrzem USA w kategorii półciężkiej do lat 19.
Jeszcze tego samego roku startował w wadze półciężkiej na mistrzostwach świata juniorów w Budapeszcie. Cloud dotarł do 1/8 finału, gdzie pokonał go na punkty (9:8) brązowy medalista tych zawodów, Clemente Russo. 
W 2002 roku zdobył srebrny medal w wadze półciężkiej podczas mistrzostw USA. W finale Cloud przegrał na punkty (15:10) z Curtisem Stevensem.

## Początki
Jako zawodowiec zadebiutował 2 kwietnia 2004 roku. Do końca 2007 roku stoczył 17 zwycięskich pojedynków, z których 16 rozstrzygnął przed czasem. W tym czasie pokonał m.in. jednego z najbardziej doświadczonych bokserów świata, Reggiego Stricklanda. 28 marca 2008 roku znokautował w 1 rundzie Mike'a Wooda, zdobywając pasy: WBO NABO, NABA oraz USBA w wadze półciężkiej. 8 sierpnia pokonał przez techniczny nokaut w 10 rundzie Julio Césara Gonzáleza, zostając pretendentem IBF w wadze półciężkiej.

## Pojedynek z Clintonem Woodsem
28 sierpnia 2009 roku w walce o mistrzostwo świata IBF, zmierzył się z byłym mistrzem świata tej federacji w wadze półciężkiej, Clintonem Woodsem. Początkowo to Woods dominował w ringu, trzymając Clouda na dystans. Cloud odzyskał kontrolę w drugiej połowie walki i był bliski jej zakończenia w rundzie 8 i 10. Po 12 rundach sędziowie orzekli, że jednogłośnie na punkty (116-112, 116-112, 116-112) zwyciężył Cloud, zdobywając mistrzostwo świata.

## Pojedynek z Glenem Johnsonem
7 sierpnia 2010 roku w drugiej obronie pasa, jego rywalem był były mistrz świata kategorii półciężkiej, Glen Johnson. Cloud po ciekawym widowisku zwyciężył jednogłośnie na punkty (116-112, 116-112, 116-112). Jak wykazały statystyki opublikowane przez CompuBox, Johnson zadał 254 celne ciosy, przy 246 Clouda, jednak to uderzenia mistrza robiły większe wrażenie.

## Pojedynek z Zuñigą i Mackiem
17 grudnia 2010 roku jego rywalem był Kolumbijczyk Fulgencio Zuñiga. Cloud totalnie zdominował rywala, zwyciężając wysoko na punkty (118-108, 117-109, 117-109). Kolumbijczyk był dodatkowo liczony w rundzie piątej i dwunastej.
25 czerwca 2011 roku zmierzył się z Amerykaninem Yusafem Mackiem. Walka była bardzo wyrównana, a pretendent stawiał dzielny opór na początku, zyskując lekką przewagę. Cloud przejął inicjatywę w 8 rundzie i po kolejnej ofensywnej akcji, sędzia postanowił przerwać pojedynek, ogłaszając zwycięstwo Clouda przez TKO.

## Pojedynek z Gabrielem Campillo
18 lutego 2012 roku w czwartej obronie pasa zmierzył się z byłym mistrzem świata WBA, Gabrielem Campillo. Pojedynek świetnie zaczął mistrz, który w pierwszej rundzie dwukrotnie doprowadził do liczenia Hiszpana. Pojedynek bardzo się wyrównał w późniejszych rundach i Hiszpan zaczął odrabiać straty. Po świetnych dwunastu rundach, niejednogłośnie na punkty (111-115, 116-110, 114-112) zwyciężył Cloud. Wynik wzbudzał wiele kontrowersji, a opinie na temat werdyktu były podzielone. Niektórzy sądzili, że Hiszpan zrobił wystarczająco dużo, żeby wygrać, natomiast inni przychylili się do werdyktu sędziów. Według statystych Compu-Box, Campillo zadał 187 cielnych ciosów, przy 147 Clouda.

## Pojedynek z Bernardem Hopkinsem
9 marca 2013 w piątej obronie mistrzostwa zmierzył się z żywą legendą, wielkim mistrzem wagi średniej oraz najstarszym mistrzem świata w historii boksu, Bernardem Hopkinsem. Bernard Hopkins dominował w ringu, zapisując na swoje konto pierwszą połowę walki. Dopiero w końcówce pojedynku, Cloud ruszył do ataku, ale Hopkins dowiózł zwycięstwo do końca i zwyciężył jednogłośnie na punkty (116-112, 117-111, 116-112). Hopkins pobił swój rekord i został najstarszym mistrzem świata  w boksie, mając ponad 48 lat. W statystyce ciosów, Cloud zadawał więcej ciosów, ale Hopkins trafiał częściej, trafiając Clouda 169 razy, przy 139 trafieniach mistrza. Za ten pojedynek Hopkins zarobił 750 tys. dolarów, a Cloud 550 tys.
28 września 2013 w hali Bel Center  w Montrealu w Cloud przegrał z obrońcą pasa WBC  Kanadyjczykiem  Adonisem Stevensonem. Cloud poddał się po siedmiu rundach. 
27 września 2014 na gali w Montrealu został znokautowany w drugiej rundzie przez Artura Bietierbijewa.